# Маш, Ента Гершевна
Е́нта Ге́ршевна Маш (урождённая Ройтман, идиш יענטע מאַש‎‎ — Е́нтэ Маш, на иврите — Яэль Маш; 17 марта 1922, Згурица, Бессарабия, Королевство Румыния — 31 марта 2013, Хайфа) — еврейская писательница. Писала на идише.

## Биография
Ентэ Маш родилась в бессарабском еврейском местечке Згурица (теперь Дрокиевского района Молдовы) в 1922 году. Училась в ивритской гимназии сети «Тарбут», окончила румынскую гимназию для девочек и первый курс Кишинёвского педагогического института. После присоединения Бессарабии к СССР, в 1941 году вместе с матерью, Шпринцей Пекер-Ройтман, была выслана на поселение и принудительные работы в Сибирь, где мать погибла (1943). Отец (Эрш Ройтман) был арестован тогда же и погиб в лагере. Освободившись в 1948 году, Маш вернулась в Молдавию, поселилась в Кишинёве, работала бухгалтером и жила до отъезда в Израиль в 1977 году. Поселилась в Ашдоде, где длительное время также работала бухгалтером.
Ентэ Маш происходила из литературной семьи: муж сестры — еврейский писатель Янкл Якир, племянница — кишинёвская писательница Светлана Якир. Сама Ентэ Маш начала писать только по приезде в Израиль, с тех пор публиковалась во всех основных периодических изданиях, выходящих на идише в Израиле, США и других странах, регулярно сотрудничала с «Иерушолаимер Алманах» (Иерусалимский альманах, редакторы Й. Керлер и М. Харац), «Ди голдэнэ кейт» (Золотая цепочка, Тель-Авив, редактор Авром Суцкевер), «Форвертс» (Вперёд, Нью-Йорк, редактор Б. Сандлер), «Идише Култур» (Еврейская культура, Нью-Йорк, редактор Иче Голдберг (1904—2006).
В тель-авивском издательстве И. Л. Перец Фарлаг вышли три сборника рассказов Ентэ Маш о жизни бессарабских евреев до войны, в сибирской ссылке и в Израиле — «Тиф ин дэр тайгэ» (Глубоко в тайге, 1990), «Мешанэ-мокэм» (Перемена мест, 1993) и «Бесарабер мотивн» (Бессарабские мотивы, 1998). В 2007 году издательство Х. Лейвик выпустило новый сборник новелл и эссеистики «Дэр Лэцтэр hакофэ» (На последнем витке). Книги «Глубоко в тайге» и «Бессарабские мотивы» вышли также на иврите (в переводах, соответственно, Й. Гур-Арье и Меира Авни). Критиками отмечались отточенность сюжетной линии и колоритность южной (бессарабской) женской речи, присущая повествователю большинства рассказов.
Лауреат литературных премий Мангера (1999, высшая литературная премия для пишущих на идише литераторов), Гофштейна (2002) и Лейба Рубинлихта (2004).
Перевод сборника рассказов Енты Маш на английский язык «On the Landing» (На пристани, 2018), выполненный Эллен Касседи (англ. Ellen Cassedy), в 2016 году был удостоен стипендии международного ПЕН-клуба.

### Книги
- טיף אין דער טײַגע (тиф ин дэр тайгэ — глубоко в тайге, рассказы), И. Л. Перец-Фарлаг: Тель-Авив, 1990.[5] Вышла также в переводе на иврит Й. Гур-Арье под названием במעמקי הטייגה (Глубоко в тайге).
- משנה-מקום (мешанэ-мокем — перемена места), И. Л. Перец-Фарлаг: Тель-Авив, 1993.
- בעסאַראַבער מאָטיװן (бесарабэр мотивн — бессарабские мотивы), И. Л. Перец-Фарлаг: Тель-Авив, 1998. Вышла также на иврите: מוטיבים בסרביים: סיפורים וזכרונות, יעל (ינטה) מאש, перевод Меира Авни, Мисрад hаБитахон: Тель-Авив, 2002.
- די גאָלדענע פּאַװע («Хлеб» — бройт, рассказ в исполнении автора), CD аудиокнига Ди голдэнэ павэ (золотой павлин), Дарем (Durham), Северная Каролина, США, 2001.
- אַ מעשׂה מיט אַ בליצלאָמפּ (а майсэ мит а блицломп — история с фотовспышкой, рассказ в исполнении М. Бен-Аврома, отрывок здесь — трек № 2), CD аудиокнига «Женская проза в еврейской литературе», CYCO Publishing Co: Нью-Йорк, 2007.
- מיט דער לעצטער הקפֿה (мит дэр лэцтэр hакофэ — на последнем витке, рассказы), Х. Лейвик-Фарлаг: Тель-Авив, 2007.
- On The Landing (на пристани). Translated by Ellen Cassedy. Northern Illinois University Press, 2018. — 192 p.[6]